# イントゥ・ザ・ワイルド
『イントゥ・ザ・ワイルド』（Into the Wild）は、2007年のアメリカ映画。
原作はジャーナリスト、作家、登山家であるジョン・クラカワーによる、1992年に青年が放浪の末にアラスカで死体で発見された事件を描いた1996年のノンフィクション作品『荒野へ』。
監督は俳優のショーン・ペン。第80回アカデミー賞では助演男優賞と編集賞にノミネートされた。

## あらすじ
クリスのアラスカでの生活と、アラスカに至るまでの道中、妹のナレーションが交互に挟まれる構成である。
裕福な家庭に生まれ、物質的に恵まれた環境で育ったクリス・マッキャンドレスは、エモリー大学を優秀な成績で卒業する。両親はハーバードのロースクールに進学することを望んでいたが、幼い頃から不和を見せつけられ、金で物ばかりを与えようとする両親に嫌気が差していたクリスは、学資預金を全額寄付し、世界の真理を求めアラスカへと旅に出る。
身分証を切捨てたクリスは自らをアレグザンダー・スーパートランプと名乗り、様々な人と出会いながら旅をする。ヒッチハイクでヒッピーの夫婦と出会い、穀物倉庫で働き、川を許可書なしにボートで下ってメキシコに行く。再びアメリカに戻り、ヒッピー夫婦と再会、歌を歌う少女とも交流する。その後、クリスが荒野でキャンプしていると、ロン・フランツという老人と出会う。ロンは身寄りがなく、革を彫る仕事をして一人で暮らしている。クリスはロンの仕事を手伝い、共に時間を過ごす。アラスカに行くというクリスに、ロンは自分の養子にならないかと言う。クリスはアラスカから帰ってきたら話をすると言う。
アラスカに分け入ったクリスは、うち捨てられたバスを発見し、そこを拠点とする。日記を記し、ジャック・ロンドンやトルストイ、『ドクトル・ジバゴ』を読みながら生活を送るが、徐々に食料は減っていき、ヘラジカを撃つも、食べる前に虫が湧いてしまう。ついに限界が来て、クリスはアラスカを出て街に戻ろうとするが、解けた氷で川が増水しており、帰ることができず閉じ込められてしまう。アラスカにやってきて100日以上が過ぎ、食料を探して野草を食べるが、毒性があり苦しむ。衰弱しきったクリスは「幸福が現実となるのはそれを誰かと分かち合った時だ」と本に書き込み、涙を流しながらバスの中で息絶える。

## キャスト
| 役名                             | 俳優                     | 日本語吹替 |
| -------------------------------- | ------------------------ | ---------- |
| クリストファー・マッキャンドレス | エミール・ハーシュ       | 櫻井孝宏   |
| ビリー・マッキャンドレス         | マーシャ・ゲイ・ハーデン | 小林優子   |
| ウォルト・マッキャンドレス       | ウィリアム・ハート       | 伊藤和晃   |
| カリーン・マッキャンドレス       | ジェナ・マローン         | 本名陽子   |
| ジャン・バレス                   | キャサリン・キーナー     | 野沢由香里 |
| ウェイン・ウェスターバーグ       | ヴィンス・ヴォーン       | 天田益男   |
| トレイシー                       | クリステン・スチュワート | 松井茜     |
| ロン・フランツ                   | ハル・ホルブルック       | 石丸博也   |
| レイニー                         | ブライアン・ディアカー   |            |
| ケヴィン                         | ザック・ガリフィアナキス | 佐々木睦   |

## スタッフ
- 監督：ショーン・ペン
- 製作：ショーン・ペン、アート・リンソン、ビル・ポーラッド
- 製作総指揮：ジョン・J・ケリー、フランク・ヒルデブランド、デヴィッド・ブロッカー
- 脚本：ショーン・ペン
- 撮影：エリック・ゴーティエ
- プロダクションデザイン：デレク・ヒル
- 衣装デザイン：メアリー・クレア・ハンナン
- 編集：ジェイ・キャシディ
- 音楽：マイケル・ブルック、カーキ・キング、エディ・ヴェダー

## 主な受賞
- ゴールデングローブ賞：歌曲賞「Guaranteed」（マイケル・ブルック、エディ・ヴェダー）
- ゴッサム賞：作品賞
- ナショナル・ボード・オブ・レビュー：ブレイクスルー男優賞（エミール・ハーシュ）
- パームスプリングス国際映画祭：監督賞（ショーン・ペン）、ライジングスター賞（エミール・ハーシュ）
- 映画館大賞「映画館スタッフが選ぶ、2008年に最もスクリーンで輝いた映画」第6位